# Dizy-le-Gros
 Dizy-le-Gros  là một xã ở tỉnh Aisne, vùng Hauts-de-France thuộc miền bắc nước Pháp.